# Међуреч (Јагодина)
Међуреч је насељено место града Јагодине у Поморавском округу. Према попису из 2022. има 359 становника (према попису из 2011. било је 394 становника).
Овде се налази Запис Јовановића крушка (Међуреч).

## Историја
До Другог српског устанка Међуреч се налазио у саставу Османског царства. У извештају Вуице Вулића књазу Милошу из 1818. године помиње под именом Међуречје. Након Другог српског устанка Међуреч улази у састав Кнежевине Србије и административно је припадао Јагодинској нахији и Левачкој кнежини све до 1834. године када је Србија подељена на сердарства.

## Демографија
У насељу Међуреч живи 366 пунолетних становника, а просечна старост становништва износи 45,6 година (42,3 код мушкараца и 49,1 код жена). У насељу има 137 домаћинстава, а просечан број чланова по домаћинству је 3,14.
Ово насеље је великим делом насељено Србима (према попису из 2002. године), а у последња три пописа, примећен је пад у броју становника.
|  |

| Демографија | Демографија | Демографија |
| Година      | Становника  | Становника  |
| ----------- | ----------- | ----------- |
| 1948.       | 820         |             |
| 1953.       | 819         |             |
| 1961.       | 731         |             |
| 1971.       | 639         |             |
| 1981.       | 551         |             |
| 1991.       | 489         | 471         |
| 2002.       | 430         | 449         |
| 2011.       | 394         |             |
| 2022.       | 359         |             |

| Етнички састав према попису из 2002.‍ | Етнички састав према попису из 2002.‍ | Етнички састав према попису из 2002.‍ | Етнички састав према попису из 2002.‍ | Етнички састав према попису из 2002.‍ |
| ------------------------------------ | ------------------------------------ | ------------------------------------ | ------------------------------------ | ------------------------------------ |
|                                      |                                      |                                      |                                      |                                      |
| Срби                                 | Срби                                 |                                      | 429                                  | 99,76%                               |
| непознато                            | непознато                            |                                      | 1                                    | 0,23%                                |

| Међуреч у пописима Јагодинске нахије — од 1818. до 1829.                          |       |       |       |       |       |       |          |       |       |       |       |       |
| Година пописа                                                                     | 1818. | 1819. | 1820. | 1821. | 1822. | 1823. | 1824/25. | 1825. | 1826. | 1827. | 1828. | 1829. |
| Куће                                                                              | 29    | 29    | 28    | 28    | 29    | 30    | 30       | 30    | 30    | 31    | 31    | 32    |
| Пореске главе*                                                                    | -     | 30    | 32    | 34    | 35    | 38    | 41       | 36    | 34    | 33    | 34    | 34    |
| Арачке главе**                                                                    | 71    | 77    | 80    | 84    | 84    | 84    | 87       | 89    | 88    | 89    | 90    | 94    |
| *Пореске главе = Ожењени мушкарци \| ** Арачке главе = Мушкарци од 7 до 70 година |       |       |       |       |       |       |          |       |       |       |       |       |

| Година пописа     | 1948. | 1953. | 1961. | 1971. | 1981. | 1991. | 2002. |
| ----------------- | ----- | ----- | ----- | ----- | ----- | ----- | ----- |
| Број домаћинстава | 152   | 164   | 169   | 163   | 141   | 141   | 137   |

| Број чланова      | 1  | 2  | 3  | 4  | 5  | 6  | 7 | 8 | 9 | 10 и више | Просек |
| ----------------- | -- | -- | -- | -- | -- | -- | - | - | - | --------- | ------ |
| Број домаћинстава | 34 | 30 | 21 | 16 | 15 | 15 | 5 | 0 | 1 | 0         | 3,14   |

| Пол    | Укупно | Неожењен/Неудата | Ожењен/Удата | Удовац/Удовица | Разведен/Разведена | Непознато |
| ------ | ------ | ---------------- | ------------ | -------------- | ------------------ | --------- |
| Мушки  | 189    | 50               | 115          | 16             | 7                  | 1         |
| Женски | 184    | 16               | 118          | 47             | 3                  | 0         |
| УКУПНО | 373    | 66               | 233          | 63             | 10                 | 1         |

| Пол    | Укупно                    | Пољопривреда, лов и шумарство | Рибарство                            | Вађење руде и камена | Прерађивачка индустрија       |
| ------ | ------------------------- | ----------------------------- | ------------------------------------ | -------------------- | ----------------------------- |
| Мушки  | 109                       | 57                            | 1                                    | 0                    | 29                            |
| Женски | 64                        | 49                            | 0                                    | 0                    | 6                             |
| УКУПНО | 173                       | 106                           | 1                                    | 0                    | 35                            |
| Пол    | Производња и снабдевање   | Грађевинарство                | Трговина                             | Хотели и ресторани   | Саобраћај, складиштење и везе |
| Мушки  | 2                         | 5                             | 3                                    | 1                    | 5                             |
| Женски | 0                         | 0                             | 0                                    | 0                    | 0                             |
| УКУПНО | 2                         | 5                             | 3                                    | 1                    | 5                             |
| Пол    | Финансијско посредовање   | Некретнине                    | Државна управа и одбрана             | Образовање           | Здравствени и социјални рад   |
| Мушки  | 0                         | 2                             | 1                                    | 0                    | 1                             |
| Женски | 0                         | 1                             | 1                                    | 2                    | 5                             |
| УКУПНО | 0                         | 3                             | 2                                    | 2                    | 6                             |
| Пол    | Остале услужне активности | Приватна домаћинства          | Екстериторијалне организације и тела | Непознато            | Непознато                     |
| Мушки  | 2                         | 0                             | 0                                    | 0                    | 0                             |
| Женски | 0                         | 0                             | 0                                    | 0                    | 0                             |
| УКУПНО | 2                         | 0                             | 0                                    | 0                    | 0                             |